# 共产党和工人党情报局
共产党和工人党情报局（俄語：Информационное бюро коммунистических и рабочих партий，缩写为或，缩写为Cominform）是历史上的一个共产主义国际政党组织。

## 历史
冷战开始时，为对抗以美国为首的西方国家，在约瑟夫·斯大林和约瑟普·布罗兹·铁托的倡议下，1947年9月22日，苏联、保加利亚、罗马尼亚、波兰、匈牙利、捷克斯洛伐克、南斯拉夫、法国、意大利的共产党和工人党在波兰什克拉尔斯卡-波伦巴召开会议，成立了一个类似第三国际的组织，其目的是在各个共产党之间交换情报信息，与会者包括马林科夫、日丹诺夫、卡德尔、德热拉斯、哥穆尔卡。总部最初设立在南斯拉夫的首都贝尔格莱德。苏联试图通过这个组织以达到控制各国共产党的目的，而不愿受苏联的控制，坚持独立自主路线的南斯拉夫领导人铁托与斯大林发生了冲突，最终这两个在社会主义阵营中举足轻重的领导人公开决裂。而南斯拉夫共产党也为此于1948年6月被开除出共产党和工人党情报局，其总部也由贝尔格莱德迁移至罗马尼亚首都布加勒斯特。
1956年，随着苏共二十大对斯大林的批判，以及苏共新领导人赫鲁晓夫积极修补与南斯拉夫的关系，共产党和工人党情报局宣告解散。

## 成员党
- 保加利亚共产党
- 捷克斯洛伐克共产党
- 法国共产党
- 匈牙利劳动人民党（1947年—1948年为匈牙利共产党）
- 意大利共产党
- 波兰统一工人党（1947年—1948年为波兰工人党）
- 罗马尼亚工人党
- 苏联共产党
- 南斯拉夫共产党（1948年6月被开除）

## 会议
| 会议       | 地点                    | 日期                | 备注 |
| ---------- | ----------------------- | ------------------- | --- |
| 第一次会议 | 波兰什克拉尔斯卡-波伦巴 | 1947年9月22日-27日  | 建立九国情报局，在各个共产党之间交换情报信息。决定创立机关报《争取持久和平，争取人民民主！》。                                 |
| 第二次会议 | 罗马尼亚布加勒斯特      | 1948年6月19日-23日  | 会议开除南斯拉夫共产党，谴责铁托集团为现代修正主义者。                                                                         |
| 第三次会议 | 匈牙利布达佩斯          | 1949年11月16日-19日 | 会议通过《保卫和平和反对战争制造者的斗争》、《工人阶级的统一和共产党与工人党的任务》和《南斯拉夫共产党在杀人犯和间谍掌握中》。 |